# Stenomys
Stenomys ansågs tidigare vara ett  släkte av däggdjur i familjen råttdjur. Nyare genetiska undersökningar visade att arterna inte är närmare släkt med varandra än med andra arter av släktet Rattus. Släktets arter flyttades därför till Rattus. Bara Stenomys ceramicus flyttades till ett eget släkte, Nesoromys.
Arter som tidigare räknades till Stenomys enligt Catalogue of Life:
- Nesoromys ceramicus
- Rattus niobe
- Rattus richardsoni
- Rattus vandeuseni
- Rattus verecundus